# Janet Napolitano
 For alternative betydninger, se Napolitano. (Se også artikler, som begynder med Napolitano)
Janet Napolitano (født 29. november 1957) er chef for United States Department of Homeland Security.
Hun er tidligere guvernør for den amerikanske delstat Arizona. Hun blev valgt første gang i 2002, og genvalgt i 2006. Hun er Arizonas tredje kvindelige guvernør og den første kvindelige guvernør, som er blevet genvalgt. 21. januar 2009 blev hun indsat som chef for Department of Homeland Security. 
Napolitano tilhører det demokratiske parti og er den tredje chef for Department of Homeland Security, siden stillingen blev oprettet efter terrorangrebet 11. september 2001.